# 桂ざこば (初代)
初代 桂 ざこば（かつら ざこば、1866年4月25日 - 1938年9月19日）は、日本の落語家。本名: 小倉 幸次郎（おぐら こうじろう、『上方はなし』には小倉省三とある、旧姓は楠原とも）。初代桂春団治に影響を与えた。

## 来歴・人物
1897年、三遊亭柳生門下で柳子を名乗る。次に桂三之助（2代目桂文三門人）門下で洗湯亭さん助となり、広島で幇間同様の暮らしをする。1905年4月、3代目桂文三門下で初代三輔を名乗り、真打格で桂派に所属。しかし、文三が桂派を離脱すると、三輔も共に離脱。上京し柳派に加入。1910年5月、帰阪して互楽派に加入。1912年に突然落語を廃業し、大阪を離れて広島で古物商を営むが、結局、事業に失敗して再び帰阪（大陸中国に渡っていたとも言われる）。だが、1920年2月、既に弟子の助六が2代目三輔を襲名していたため、初代ざこばを名乗り復帰。4代目桂文三が亡くなってからは5代目文三を勝手に名乗っていた時期もあるが、1931年頃に引退。
三輔時代は、正統的な桂派の中で異色の爆笑派として知られ、仲間内の信望も厚かった。ざこば襲名の後は、新作を手がけ、「ジェネレート」「インプレッション」「ヴァージン」「ラブ」「ルーブル」「クライマックス」などの英語を噺に取り入れたり、あるいは立ったまま落語を演じたりと、常に新しい試みを続けた。寄席通いに電気自動車を使ったりと、時代を先取りする感覚にも勝れていたが、玄人筋から批判されると共に、客からの理解も得られなくなり、往時の人気は取り戻せなかった。得意ネタは『宿替え』『大和橋』『三十石』『口入れ屋』など。SPレコードは新作落語を中心に『脱線車掌』『野球見物』『飛行機』『大和橋』等がある。
引退後は日蓮宗への信仰を深め、近所の妙見堂参拝を日課とする生活を送っていたというが、自殺を遂げた。享年72。
墓は谷町9丁目の海宝寺。法名は華辨院超凡日行信士。尚、墓は一風は変わっていて三角柱を4つ寄せて一つの墓石になるようにデザインされており、正面に「桂ざこばの墓」と刻まれており、右側から順にハナ・シズ・ナミの三人の妻の名が刻まれている。2代目ざこばは、襲名に際して初代の墓参りを行っている。
弟子には桂助六、ざこば同様に地名の船場から名付けたであろう桂せんば、その他にも後に江戸家猫八（岡田信吉の初代猫八と別系統の上方にいた人物）門下で江戸家猫三を名乗り珍芸（足芸）を売りにした桂三玉（後の江戸家猫三）等がいる。